# 조시 서스먼
조시 서스먼(Josh Sussman, 1993년 12월 20일 ~ )은 미국의 배우이다.

## 출연 작품
- 탠저린 (2015)
- 스타렛 (2012)
- 위시 위자드 (2011)
- 스프링 싱 (2010)
- 홀리맨 언더커버 (2010)
- 어항 속의 하이틴 (2010)
- 글리 시즌1 (2009)
- 스테이 쿨 (2009)
- 더 이브닝 저니 (2008)
- 우리 가족 마법사 - 시리즈 (2007)
- 왓 어바웃 브라이언 (2006)
- 드레이크와 조시 (2004)